# Landes-Vieilles-et-Neuves
Landes-Vieilles-et-Neuves és un municipi francès situat al departament del Sena Marítim i a la regió de Normandia. L'any 2007 tenia 126 habitants.

## Demografia

### Població
El 2007 la població de fet de Landes-Vieilles-et-Neuves era de 126 persones. Hi havia 53 famílies de les quals 15 eren unipersonals (4 homes vivint sols i 11 dones vivint soles), 15 parelles sense fills, 15 parelles amb fills i 8 famílies monoparentals amb fills.
La població ha evolucionat segons el següent gràfic:
Habitants censats

### Habitatges
El 2007 hi havia 68 habitatges, 53 eren l'habitatge principal de la família, 14 eren segones residències i 1 estava desocupat. Tots els 67 habitatges eren cases. Dels 53 habitatges principals, 48 estaven ocupats pels seus propietaris i 5 estaven llogats i ocupats pels llogaters; 1 tenia una cambra, 1 en tenia dues, 7 en tenien tres, 10 en tenien quatre i 34 en tenien cinc o més. 50 habitatges disposaven pel capbaix d'una plaça de pàrquing. A 23 habitatges hi havia un automòbil i a 26 n'hi havia dos o més.

### Piràmide de població
La piràmide de població per edats i sexe el 2009 era:
| Homes | Edats   | Dones |
| ----- | ------- | ----- |
| 0     | 95 o +  | 0     |
| 0     | 90 a 94 | 0     |
| 0     | 85 a 89 | 0     |
| 0     | 80 a 84 | 0     |
| 8     | 75 a 79 | 4     |
| 0     | 70 a 74 | 8     |
| 8     | 65 a 69 | 4     |
| 0     | 60 a 64 | 4     |
| 4     | 55 a 59 | 0     |
| 4     | 50 a 54 | 0     |
| 4     | 45 a 49 | 4     |
| 8     | 40 a 44 | 8     |
| 0     | 35 a 39 | 0     |
| 8     | 30 a 34 | 4     |
| 0     | 25 a 29 | 0     |
| 4     | 20 a 24 | 4     |
| 8     | 15 a 19 | 8     |
| 8     | 10 a 14 | 0     |
| 0     | 5 a 9   | 4     |
| 8     | 0 a 4   | 4     |

## Economia
El 2007 la població en edat de treballar era de 80 persones, 62 eren actives i 18 eren inactives. De les 62 persones actives 55 estaven ocupades (31 homes i 24 dones) i 7 estaven aturades (3 homes i 4 dones). De les 18 persones inactives 8 estaven jubilades, 3 estaven estudiant i 7 estaven classificades com a «altres inactius».
Activitats econòmiques
L'únic establiment que hi havia el 2007 era d'una empresa de fabricació d'altres productes industrials.
L'únic servei als particulars que hi havia el 2009 era un taller de reparació d'automòbils i de material agrícola.
L'any 2000 a Landes-Vieilles-et-Neuves hi havia 11 explotacions agrícoles que ocupaven un total de 432 hectàrees.

## Poblacions més properes
El següent diagrama mostra les poblacions més properes.